# Mazama murelia
Mazama murelia es una especie de cérvido del género Mazama que habita en el norte de Sudamérica. 

## Distribución
Esta especie se distribuye en el norte de América del Sur,  
contando con registros del sudoeste de Colombia en las regiones de la Amazonía, y la Orinoquia, con poblaciones en los departamentos de Amazonas, Caquetá, Meta, Vaupés y Vichada. También es citada de Ecuador. Se caracteriza por vivir en altitudes comprendidas entre el nivel marino y los 900 m s. n. m..

## Taxonomía
Este taxón fue descrito originalmente en el año 1915 por el zoólogo estadounidense Joel Asaph Allen.
Durante décadas fue considerado sólo una subespecie de Mazama gouazoubira, es decir: Mazama gouazoubira murelia, relacionándosela subespecíficamente también con Mazama nemorivaga, pero en la lista oficial de las especies actuales de mamíferos presentes en Colombia figura como especie plena.
Ejemplar tipo
El ejemplar tipo lleva el N.º 33906; es una hembra juvenil, que fue colectada por Leo E. Miller el 13 de julio de 1912. En este ejemplar los molares están completamente desarrollados, pero no gastados; los premolares y los caninos de leche todavía en se mantienen en su lugar.
Localidad tipo
La localidad tipo es: La Murelia (río Bodoquera), Caquetá, sudeste de Colombia; altitud: 600 pies”.

## Características
Con respecto a otras especies del mismo género, Mazama murelia se caracteriza por poseer un mayor tamaño corporal y astas más largas.
Es un animal de coloración gris en las partes superiores; siendo más oscuro a lo largo de mitad dorsal, finamente vermiculado con claro y oscuro. Toda la parte superior de la cabeza es de color marrón negruzco; amplio anillo periocular oscuro; una tenue banda ante gris lúgubre, tanto por encima como por debajo del ojo, sin mancha ocular blanca; una pequeña mancha blanquecina en el labio superior que bordea el rinario.
Las orejas, colocadas en la parte superior de la cabeza, muestran externamente un color marrón oscuro, basalmente blanquecino. La cola por encima es de color marrón oscuro, al igual que la línea media dorsal; en los costados el pelaje es ligeramente mezclado con leonado, el inferior es blanco. Las partes inferiores son blanco sucio con un lavado de gris pálido, lateralmente y en el centro del pecho es más oscuro. Las extremidades son grises en los lados y frontalmente, mientras que posteriormente son blanco-anteado.

### Medidas del ejemplar tipo
Cuerpo
- Longitud total: 980 mm;
- Cola vertebral: 100 mm;

Cráneo
- Longitud total: 174 mm;
- Longitud cóndilobasal: 163 mm;
- Longitud oiccipitonasal: 150 mm;
- Longitud preorbital: 88 mm;
- Amplitud cigomática: 74 mm;
- Amplitud orbital: 74 mm;
- Amplitud interorbital: 37,5 mm;
- Amplitud occipital: 48 mm;
- Amplitud de la caja craneana: 63 mm;
- Longitud de las nasales:  46 mm;
- Anchura de las nasales:  19 mm;

## Costumbres
Es un animal de hábitos huidizos, nocturnos y terrestres; recorre el sotobosque, solo o en pareja, en búsqueda de vegetación tierna, intentando pasar desapercibido de sus predadores. Es un rumiante con una dieta herbívora y frugívora; consume brotes, hojas, frutos y semillas. El macho es el único que presenta cornamenta, la cual es corta y simple. Luego de una gestación de alrededor de 3 meses, la hembra pare generalmente una sola cría, la cual posee una librea compuesta por un salpicado blanco sobre en el pelaje dorsal, el que va desapareciendo con el correr de los meses. 